# 正模標本

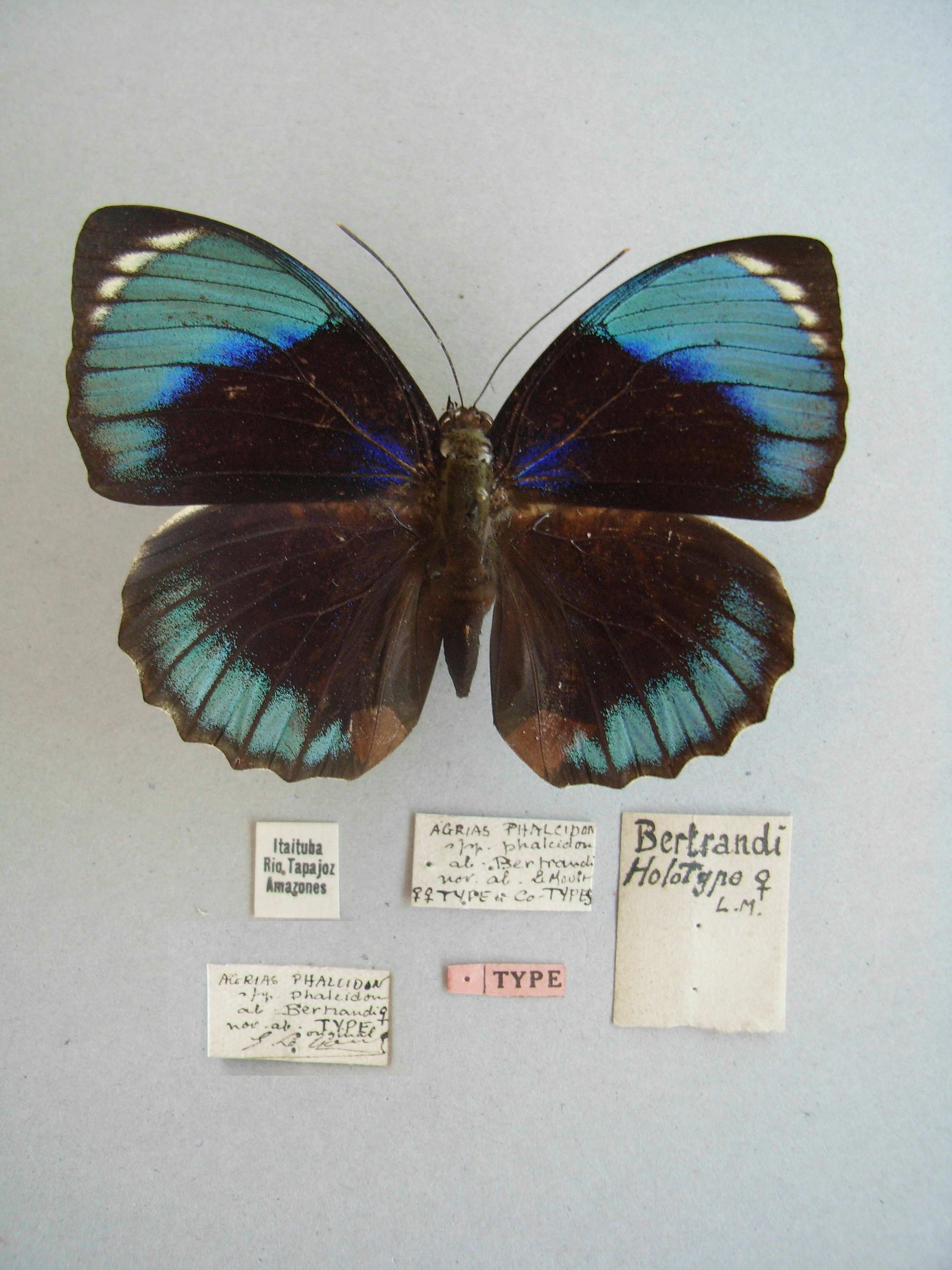
閃彩襖蛺蝶（Agrias amydon-phalcidon）的正模標本，用寫有“TYPE”字樣的紅色標籤表示。

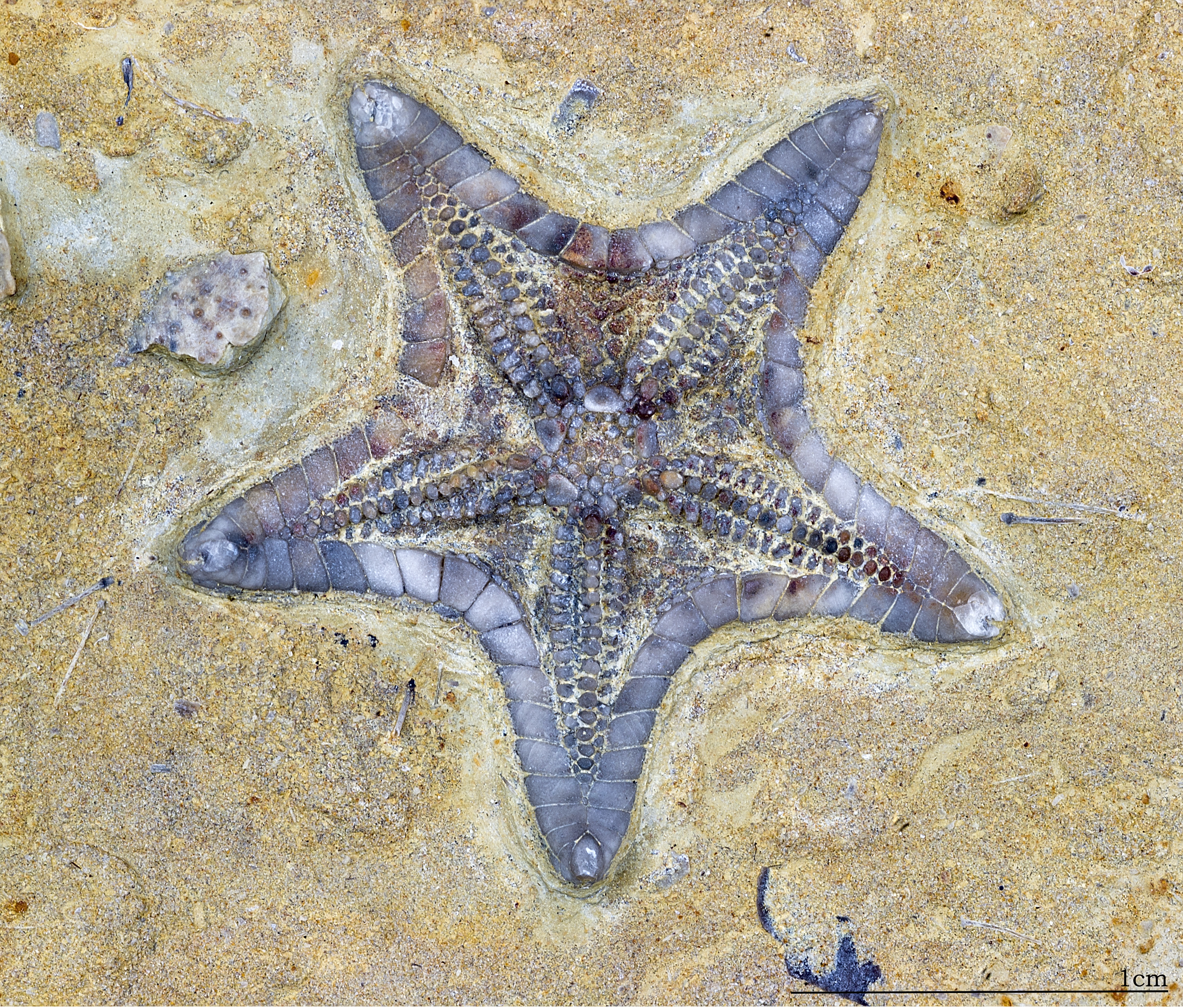
圖盧茲博物館“Marocaster coronatus”的正模標本

正模標本（英文：holotype）或称正模式標本、正型标本，也常直接称作正模、正型、主模式等，指新物种发表时，由作者指定作为载名模式的一个标本或一张图像，對於微生物而言，也可以指是在代谢不活跃状态下保存的培养物。正模標本的採集地點被稱為模式產地（英文：type locality）。
正模不一定是某物種的典型个体，但在理想状态下它应该是。有时正模只是物種身體的一部分，例如肱冠多里亞巨龍（一種生活在侏罗纪的植食性恐龙）的正模是一块储藏在英国自然历史博物馆的肱骨化石，後來雖然发现了更好的化石，但由於正模已被確定，因此不會被新標本取代，除非正模遗失，方能选择另一標本作为正模。此外，按照《国际动物命名法规》，如果某物种的原始正模標本缺乏能与相似物种区分开来的鉴别特征，則國際動物命名法委員會可以决定使用一个新标本来取代正模；例如，1885年英格兰学者理查德·莱德克描述了一种形似鱷魚的主龍類爬行动物 Parasuchus hislopi，所依据的正模是一块組成吻突的前上頜骨，但这块標本不足以用来区分该物种与其同屬近亲，使該物種成為了疑名，因此在2001年，美国古生物学家桑卡爾·柯特吉提議指定该物种的一副完整骨架作为新的正模標本，國際動物命名法委員會考虑了这个情况并於2003年同意使用新的正模。
21世纪以来，出現過數次因为原来的正模仍然存活而未能捕获，所以需重新确定正模的情况。在这种情况下，没有真正能够用来作为比较的标本。假如在辨别物种时发现有不清楚的地方，作者可根据《国际动物命名法规》确定一个新的正模。

## 参見
- 副模標本（英语：Paratype）
- 配模標本（英语：Allotype (nomenclature)）（僅用於動物）
- 基因模式（英语：Genetypes）（模式标本的基因序列数据）
- 模式（英语：Type (biology)）
- 模式種
- 模式属